# Datian

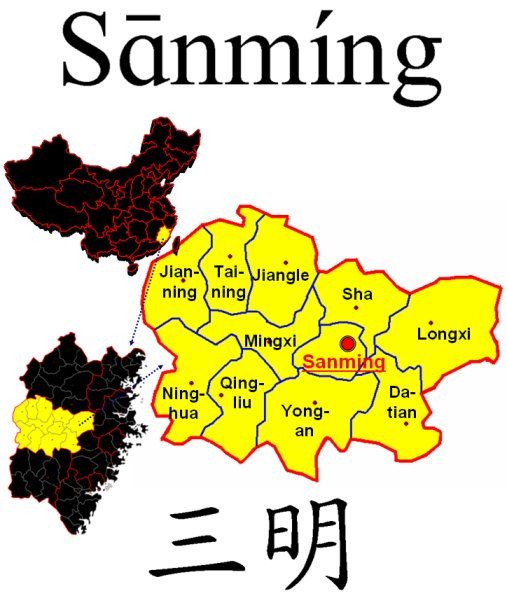
Kreisebene der Stadt Sanming

Der Kreis Datian (chinesisch 大田县, Pinyin Dàtián Xiàn) ist ein Kreis der bezirksfreien Stadt Sanming in der chinesischen Provinz Fujian. Datian hat eine Fläche von 2.232 km² und zählt 299.513 Einwohner (Stand: 2020). Sein Hauptort ist die Großgemeinde Junxi (均溪镇).